# ماریون جونز
ماریون جونز (انگلیسی: Marion Jones؛ زادهٔ ۱۲ اکتبر ۱۹۷۵) دوندهٔ بازنشستهٔ دو سرعت و پرش طول اهل ایالات متحده آمریکا است. وی در المپیک سیدنی ۵ مدال به‌دست‌آورد، اما در سال ۲۰۰۷ به‌دلیل مشخص‌شدن دوپینگ وی تمام مدال‌ها و عناوین و رکوردهایی که پس از سال ۲۰۰۰ به‌دست آورده‌بود از او پس گرفته شد.